# Rewolwer M1879
Reichsrevolver M1879 (niem. Komissionrevolver, Reichsrevolver) - rewolwer wprowadzony do uzbrojenia armii Cesarstwa Niemieckiego w 1879 roku.
W 1879 roku w Niemczech powołano kilka komisji których zadaniem była modernizacja uzbrojenia armii. Jedną z nich miała być komisja mająca opracować nowy rewolwer który miał zastąpić używane pistolety z zamkiem kapiszonowym. Początkowo faworytem był skonstruowany w firmie Mauser rewolwer M1878 (Zig-Zag), ale ostatecznie konstrukcję tę odrzucono jako zbyt skomplikowaną i postanowiono opracować rewolwer. Jego konstruktorami byli członkowie komisji.
Opracowany przez komisję rewolwer został wprowadzony do uzbrojenia w 1879 roku jako Armeerevolver M/79. W cztery lata później do uzbrojenia wprowadzono jego skróconą wersję Reichsrevolver M/83.

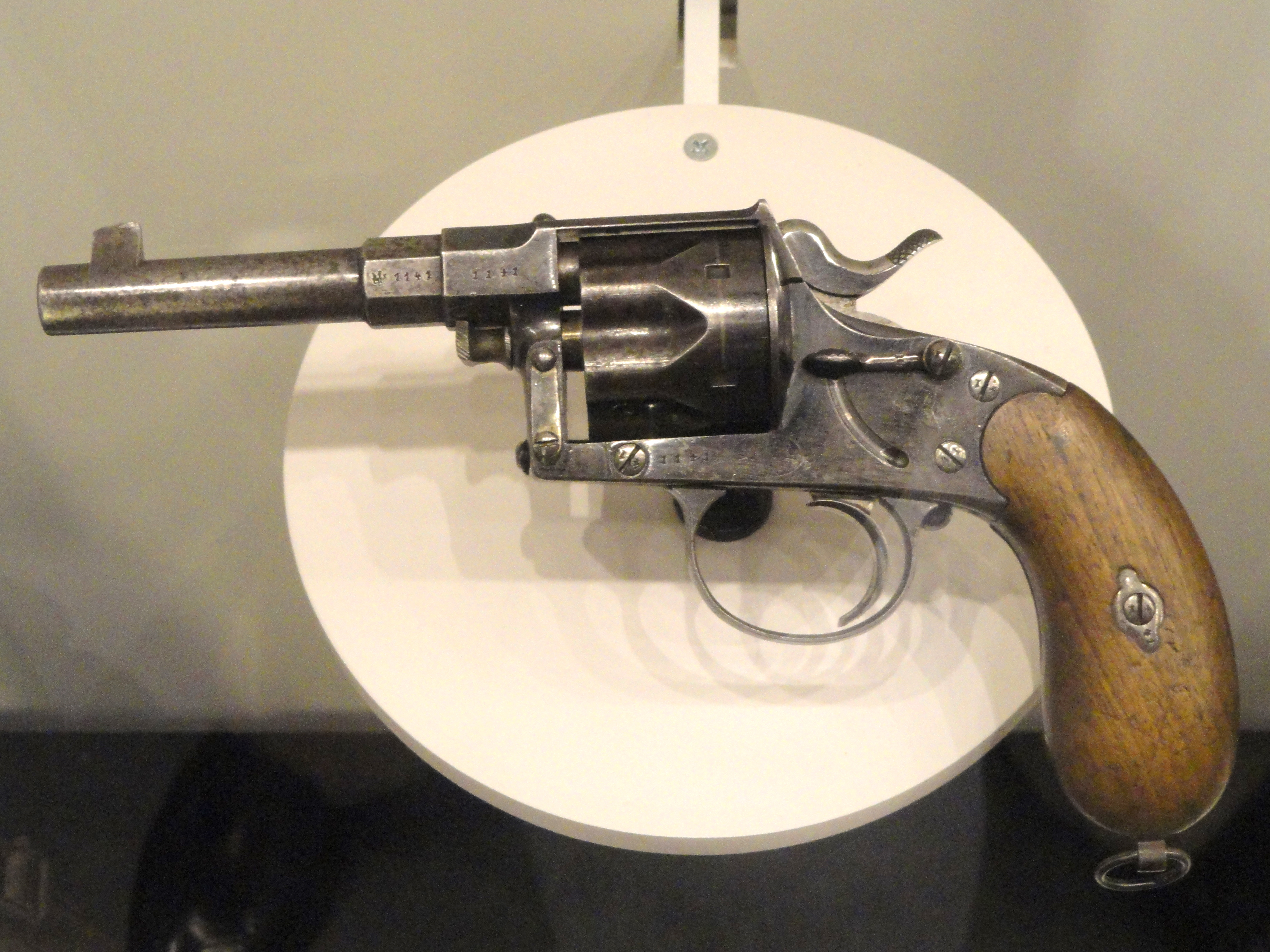
M1883, skrócona wersja rewolweru M1879

Od 1908 roku rewolwery M1879 i M1883 były zastępowane przez pistolety samopowtarzalne Parabellum P08, ale jeszcze w latach 40 XX wieku pewna ilość tych wycofanych z uzbrojenia armii rewolwerów była używana przez funkcjonariuszy administracji III Rzeszy.

## Opis
Rewolwer M1879 był bronią powtarzalną. Szkielet zamknięty, jednoczęściowy. Mechanizm uderzeniowy kurkowy, bez samonapinania. Z lewej strony szkieletu znajdował się nastawny bezpiecznik.
M1879 był zasilany z sześcionabojowego bębna. Łuski z bębna były usuwane po wyjęciu bębna ze szkieletu. Szkielet był demontowany po wyciągnięciu jego osi (przed przypadkowym wysunięciem osi chronił zatrzask. Rewolwer nie posiadał rozładownika, do usuwania łusek służyła oś bębna lub inny improwizowany wybijak.
Lufa gwintowana, posiadała trzy bruzdy prawoskrętne.
Przyrządy celownicze mechaniczne stałe (muszka i szczerbinka).